# 羅傑 (袋鼠)
羅傑（英語：Roger，2006年-2018年12月8日），雄性，澳洲紅大袋鼠，牠因為體格壯碩而聞名。

## 生平
羅傑的母親被一輛汽車撞死，當時還是幼袋鼠的羅傑被克里斯·巴恩斯（Chris Barnes）救出 ，和其它袋鼠一起被安置在位於愛麗斯泉的袋鼠保育中心。巴恩斯表示，羅傑多年來一直是那裏的雄性社群首領。羅傑的身高長到6英尺7英寸（2），體重超過200磅（91），而有些說法則指出牠最重時達196磅（89）。
在2015年，一段羅傑擊凹了鐵桶的影片在網路上流傳，這造成羅傑在網路上爆紅，2016年，巴恩斯表示羅傑罹患了關節炎。
巴恩斯表示羅傑在2018年12月8日愛麗斯泉逝世，在聽到羅傑的死訊後，澳大利亞藝人娜塔莉·安博莉亚表示「羅傑是如此地驕傲與堅強，牠總是帶著笑容」，澳大利亞旅遊局則稱牠是「真正的偶像」。根據調查報告，羅傑的死因是年事已高。